# Honnecourt-sur-Escaut
Honnecourt-sur-Escaut település Franciaországban, Nord megyében. Lakosainak száma 722 fő (2022. január 1.). Honnecourt-sur-Escaut Aubencheul-aux-Bois, Vendhuile, Villers-Guislain, Épehy, Banteux, Bantouzelle és Les Rues-des-Vignes községekkel határos.

## Népesség
A település népességének változása:
| Lakosok száma | 769  | 787  | 802  | 794  | 777  | 760  | 743  | 734  | 722  |
|               | 2013 | 2015 | 2016 | 2017 | 2018 | 2019 | 2020 | 2021 | 2022 |